# Иванов, Николай Николаевич (актёр)
Никола́й Никола́евич Ивано́в (22 января 1943, Тихвин, СССР — 11 декабря 2020, Санкт-Петербург, Россия) — советский и российский актёр театра и кино. Народный артист России (1992), лауреат Государственной премии СССР (за роль в многосерийном телефильме «Вечный зов»).

## Биография
Николай Иванов родился 22 января 1943 года в Тихвине. В 1963 году окончил драматическую студию при Ленинградском ТЮЗе и стал актёром этого театра.
С начала 1960-х снимался в кино. Артист запомнился зрителям по ролям в таких картинах, как «Сошедшие с небес», «Красная палатка», «О любви». Наибольшую известность получил благодаря главной роли в советском телевизионном многосерийном художественном фильме «Вечный зов».
В 1992 году Иванов получил звание Народного артиста России.
Лауреат специальной премии Номинационного совета петербургского театральной премии «Золотой софит» «За уникальный вклад в театральную культуру Санкт-Петербурга» (2018).
Скончался в Санкт-Петербурге на 78-м году жизни 11 декабря 2020 года в результате продолжительной болезни от сердечной недостаточности.
Гражданская панихида прошла 16 декабря в Санкт-Петербургском ТЮЗе имени А. А. Брянцева. Похоронен на Комаровском кладбище (Участок 2).

## Творчество

### Роли в театре
- 1989 — доктор Дайзерт — «Эквус», по пьесе П. Шеффера; реж. А. Д. Андреев
- «Конёк-Горбунок» П. П. Ершова — Иван
- «Гроза» А. Н. Островского — Дикой
- «Дети Ванюшина» С. А. Найдёнова — Александр Егорович Ванюшин
- «Воспитание Риты» Уилли Расселла — Фрэнк
- «Бешеные деньги» А. Н. Островского — Гриша Кучумов
- «Баллада о славном Бильбо Бэггинсе» — Гэндальф
- «Маленький принц» — лётчик
- «Неделя, полная суббот» — господин Пепперминт
- «Отцы и дети» — Василий Иванович
- «Остров сокровищ» — Джон Сильвер
- «Конёк-Горбунок» — рассказчик
- "Маленькие трагедии" - Скупой рыцарь

### Роли в кино
- 1969 — Красная палатка — Колька Шмидт
- 1970 — О любви — добровольный помощник Николай
- 1970 — Море в огне — Пинжак
- 1972 — Любить человека — врач Пётр Васильевич
- 1973—1983 — Вечный зов — Иван Силантьевич Савельев
- 1974 — Ещё можно успеть — секретарь обкома
- 1978 — Кузнечик — Володя
- 1979 — Старые долги — Борис
- 1981 — Приказ: огонь не открывать — лейтенант Филипп Андреевич Егоров
- 1981 — Самоубийство — следователь Валентин Дёмин
- 1982 — Россия молодая — Фёдор Матвеевич Апраксин
- 1983 — Обрыв — Леонтий Козлов
- 1983 — Ювелирное дело — капитан милиции
- 1985 — Встретимся в метро — Костя
- 1985 — Гум-Гам — старик Митин
- 1985 — Битва за Москву — полковник Полосухин
- 1986 — Сошедшие с небес — Василий Кузьмич
- 1987 — Золотая свадьба
- 1989 — Две стрелы. Детектив каменного века (в титрах не указан)
- 1989 — Лестница — хиппи
- 1990 — Сукины дети — эпизод
- 1991 — Меченые — работник КГБ Николаев
- 2005 — Фаворит — Алексей Разумовский
- 2006 — Алька — Николай Иванович
- 2006 — Фартовый — отец Кирилл
- 2007 — Братья (1 серия) — врач
- 2007 — Морские дьяволы 2 — Дмитриев
- 2008 — Чёрный снег — Пров
- 2009 — Вербное воскресенье — генерал КГБ
- 2009 — Питерские каникулы — Александр Дмитриевич
- 2010 — Настоятель — отец Михаил
- 2010 — Прощай, «Макаров»! (22-я серия «Новогодние призраки») — Владимир Викторович, художник
- 2013 — Крик совы — Трофим Ильич, вахтёр в общежитии
- 2014 — Тальянка — Матвей Сергеевич Веригин, отец Степана
- 2014 — Линия Марты — друг Юры
- 2018 — Мельник — Сергей Васильевич Авилов, приёмный отец Батыя
- 2018 — Экспроприатор — проводник

Улицы разбитых фонарей 8 сезон 4 серия
2015-2023.  Телесериал "Великая "-слуга Василия Залесского

### Телеспектакли
- 1963 — Кюхля (телеспектакль, реж. А. Белинский)
- 1970 — Барышня-крестьянка (телеспектакль)
- 1981 — Самоубийство (телеспектакль)
- 1981 — Синяя ворона (телеспектакль) — Тур / Де Тик / раненый красногвардеец / главврач

## Награды
- Орден Дружбы (11 июня 2003 года) — за многолетнюю плодотворную деятельность в области культуры и искусства[4].
- Народный артист Российской Федерации (31 декабря 1992 года) — за большие заслуги в области театрального искусства[5].
- Заслуженный артист РСФСР (1976).
- Лауреат Государственной премии СССР (за роль в многосерийном телефильме «Вечный зов»).
- Благодарность Законодательного Собрания Санкт-Петербурга (20 февраля 2002 года) — за существенный вклад в развитие театрального искусства и в связи с 80-летием со дня основания[6].
- Благодарность Законодательного Собрания Санкт-Петербурга (8 февраля 2017 года) — за выдающиеся личные заслуги в области культуры и искусства в Санкт-Петербурге, многолетнюю успешную творческую деятельность, высокий профессионализм, а также в связи с 95-летием со дня основания Санкт-Петербургского государственного бюджетного учреждения культуры «Театр юных зрителей имени А. А. Брянцева»[7].